# 麥奎格先生
麥奎格先生（英語：Mr. McGregor）是英國繪本作家碧雅翠絲·波特創造的一個虛構人物，在比得兔的系列繪本故事裡登場，也是該系列中的主要反派。他極力阻止飢餓的兔子去偷吃他菜園的蔬菜，甚至會把兔子抓來做成餡餅吃掉。

## 故事

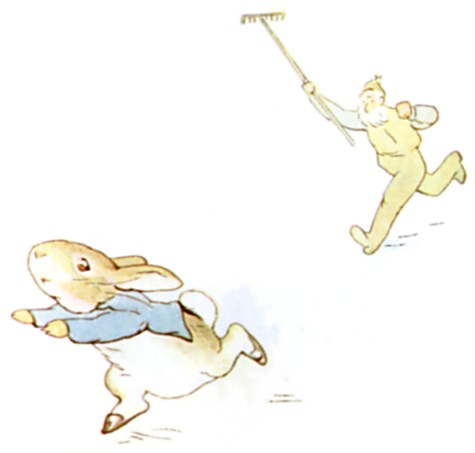
麥奎格先生追趕比得兔。

在繪本《比得兔的故事》（1902年）中，兔媽媽再三警告孩子們千萬不要進入麥奎格先生的菜園，並表示此前兔爸爸就是在那裡出了事，他慘遭麥奎格先生逮住，被麥奎格太太作成餡餅吃掉。然而，四隻小兔中的比得卻不聽媽媽的勸告，進入麥奎格先生的菜園偷吃，不巧在一排黃瓜架的盡頭處與麥奎格先生正面相遇，比得嚇得飛奔逃出菜園子，麥奎格先生將比得不慎落下的藍色新衣撿走用作稻草人的衣服。
續集《小兔班傑明》（1904年）中，比得和表弟班傑明一起重返麥奎格先生的菜園，試圖取回他之前遺落的衣服，但麥奎格養的大貓逮住了他們，最後兩隻小兔子被班傑明的爸爸給救出，而麥奎格先生回家後對於稻草人衣服消失及貓被關在溫室裡的現象百思不得其解。
在《The Tale of the Flopsy Bunnies》（1909年）中，麥奎格先生扮演著更重要的角色。

## 麥奎格太太
麥奎格太太（Mrs. McGregor）是麥奎格先生之妻，也在比得兔系列的三本書中豋場或被提及。開始時作者碧雅翠絲·波特共為麥奎格太太畫了兩張插圖，一張是年老、一張則是年輕的，出版商最終選擇了年輕的版本。

## 創作
麥奎格先生這個角色的原型被認為是碧雅翠絲·波特的一位好友——真菌學家查理·麥金托什（Charlie McIntosh），他的外貌與插圖裡的麥奎格先生非常地相似。
而麥奎格先生那座菜園的創作靈感據稱是來自於英國小鎮滕比的一座花園，波特在1900年時曾至滕比度假。

## 改編
在CBeebies的動畫電視劇《比得兔》中，戴夫·B·米謝爾為麥奎格先生配音。
在2018年電影《比得兔》中，山姆·尼爾飾演老年的麥奎格先生；他的造型忠實於原著繪本，戴著圓形眼鏡、有著濃密的鬍鬚。在這部電影的劇情設定中，麥奎格先生死於心臟病，其姪子湯瑪士·麥奎格繼承了他的農場，比得兔和他的動物朋友們繼續與麥奎格家族鬥智鬥勇。